# Лісабонський регіон
Лісабонський регіон (порт. Região de Lisboa; [ʁɨʒiɐw liʒboɐ]) — економіко-статистичний регіон в західній Португалії. Охоплює південну частину округу Лісабон та північну частину округу Сетубал.
Територія — 2 801 км². Населення — 2 821 876 осіб (2011, 27 % населення країни). 

## Географія
Регіон межує: 
- на півночі — Центральний регіон
- на сході — Алентежу
- на півдні — Атлантичний океан
- на заході — Атлантичний океан

## Субрегіони
Регіон охоплює 2 економіко-статистичних субрегіони: 
- Великий Лісабон
- Півострів Сетубал

## Найбільші міста
- Лісабон
- Амадора
- Сетубал
- Алмада
- Баррейру